# Invocatio Dei
Invocatio Dei – odwołanie do Boga, zwykle przez prawodawcę w akcie prawnym, szczególnie konstytucji.
Wskazanie Boga w ustawie zasadniczej, zwykle poprzez inwokację, może pełnić następujące funkcje: 
1. wskazywać źródło władzy w państwie, suwerena – np. Boga;
2. wiązać państwo z konkretnym rozumieniem Boga w sytuacji, gdy ustrojodawca odwołuje się do skonkretyzowanego wyobrażenia Absolutu;
3. ograniczać zakres imperium państwa poprzez związanie konstytucyjnego systemu prawa z określoną aksjologią, a nawet prawem ponadpozytywnym, które jest prawem „kontrolnym” wobec prawa pozytywnego, tj. stanowionego przez organy państwa;
4. być wyrazem nawiązania do ciągłości dziejów i historycznego dziedzictwa narodu/państwa[1].